# Hraniční přechod Hřensko–Schmilka
Hraniční přechod Hřensko–Schmilka (německy Grenzübergang Schmilka–Hřensko) je bývalý silniční hraniční přechod, který se nachází na česko-německé státní hranici na hraničním úseku VII/13/21 – VII/14 mezi českou obcí Hřensko (okres Děčín, Ústecký kraj) a německou vesnicí Schmilka, místní částí města Bad Schandau (zemský okres Saské Švýcarsko-Východní Krušné hory, spolková země Sasko). Přechod leží v nadmořské výšce 124 m n. m. na silnici I/62; za hranicí pokračuje německá silnice B172. Před zrušením byl určen pro pěší, cyklisty, motocykly, osobní automobily a autobusy.
Hraniční přechod byl zrušen při vstupu České republiky do Schengenského prostoru v roce 2007. V případě dočasného znovuzavedení ochrany vnitřních hranic je provoz na hraničním přechodu upraven Sdělením Ministerstva vnitra č. 395/2021 Sb.

## Další informace
Hraniční přechod se nachází u řeky Labe v Děčínské vrchovině při styku národních parků České Švýcarsko a Saské Švýcarsko a chráněných krajinných oblastí Labské pískovce a Saské Švýcarsko. Pro vodní turistiku je nástupním a výstupním místem státní hranice říční hraniční přechod na Labi (km 726,6) na hraničním úseku VII/14 – VII/26 u přívozu v Hřensku na české straně a obci Reinhardtsdorf-Schöna na německé straně.